# John Souttar
John Souttar (Aberdeen, 25 settembre 1996) è un calciatore scozzese, difensore dei Rangers e della nazionale scozzese.

## Biografia
Suo fratello Harry è anch'egli un calciatore, anche se gioca per l'Australia.

## Caratteristiche tecniche
È un difensore centrale, anche se ha giocato a volte come centrocampista difensivo.

## Carriera

### Club
Cresciuto nelle giovanili del Dundee Utd, ha esordito il 12 gennaio 2013 in occasione dell'incontro pareggiato 2-2 contro l'Aberdeen.
Nel 2016 è stato acquistato dagli Hearts.
Il 14 gennaio 2022, i Rangers annunciano che Souttar ha firmato un contratto per trasferirsi a parametro zero alla fine della stagione 2021–22 una volta terminato il suo contratto con gli Hearts.

### Nazionale
Il 7 settembre 2018 ha esordito con la nazionale scozzese disputando l'amichevole persa 4-0 contro il Belgio.
Il 15 novembre 2021 realizza la sua prima rete con la Scozia in occasione del successo per 2-0 contro la Danimarca.

## Statistiche

### Presenze e reti nei club
Statistiche aggiornate al 12 agosto 2025.
| Stagione          | Squadra           | Campionato        | Campionato | Campionato | Coppe nazionali | Coppe nazionali | Coppe nazionali | Coppe continentali | Coppe continentali | Coppe continentali | Altre coppe | Altre coppe | Altre coppe | Totale | Totale |
| Stagione          | Squadra           | Comp              | Pres       | Reti       | Comp            | Pres            | Reti            | Comp               | Pres               | Reti               | Comp        | Pres        | Reti        | Pres   | Reti   |
| ----------------- | ----------------- | ----------------- | ---------- | ---------- | --------------- | --------------- | --------------- | ------------------ | ------------------ | ------------------ | ----------- | ----------- | ----------- | ------ | ------ |
| 2012-2013         | Dundee Utd        | SPL               | 8          | 0          | CS+CdL          | 1+0             | 0               | -                  | -                  | -                  | -           | -           | -           | 9      | 0      |
| 2013-2014         | Dundee Utd        | SPL               | 22         | 1          | CS+CdL          | 3+2             | 0               | -                  | -                  | -                  | -           | -           | -           | 27     | 1      |
| 2014-2015         | Dundee Utd        | SP                | 13         | 0          | CS+CdL          | 2+1             | 1+0             | -                  | -                  | -                  | -           | -           | -           | 16     | 1      |
| 2015-feb. 2016    | Dundee Utd        | SP                | 20         | 0          | CS+CdL          | 0+1             | 0               | -                  | -                  | -                  | -           | -           | -           | 21     | 0      |
| Totale Dundee Utd | Totale Dundee Utd | Totale Dundee Utd | 63         | 1          |                 | 10              | 1               |                    | -                  | -                  |             | -           | -           | 73     | 2      |
| feb.-giu. 2016    | Hearts            | SP                | 15         | 0          | CS+CdL          | 1+0             | 0               | -                  | -                  | -                  | -           | -           | -           | 21     | 0      |
| 2016-2017         | Hearts            | SP                | 22         | 0          | CS+CdL          | 2+1             | 0               | UEL                | 2                  | 0                  | -           | -           | -           | 27     | 0      |
| 2017-2018         | Hearts            | SP                | 31         | 1          | CS+CdL          | 3+2             | 0               | -                  | -                  | -                  | -           | -           | -           | 36     | 1      |
| 2018-2019         | Hearts            | SP                | 24         | 0          | CS+CdL          | 5+6             | 1+0             | -                  | -                  | -                  | -           | -           | -           | 35     | 1      |
| 2019-2020         | Hearts            | SP                | 7          | 0          | CS+CdL          | 2+2             | 0               | -                  | -                  | -                  | -           | -           | -           | 11     | 0      |
| 2020-2021         | Hearts            | SC                | 4          | 0          | CS+CdL          | 0               | 0               | -                  | -                  | -                  | -           | -           | -           | 4      | 0      |
| 2021-2022         | Hearts            | SP                | 27         | 4          | CS+CdL          | 2+2             | 0               | -                  | -                  | -                  | -           | -           | -           | 31     | 4      |
| Totale Hearts     | Totale Hearts     | Totale Hearts     | 130        | 5          |                 | 24              | 1               |                    | 2                  | 0                  |             | -           | -           | 156    | 6      |
| 2022-2023         | Rangers           | SP                | 12         | 1          | CS+CdL          | 1+0             | 0               | UCL                | 0                  | 0                  | -           | -           | -           | 13     | 1      |
| 2023-2024         | Rangers           | SP                | 28         | 2          | CS+CdL          | 4+1             | 0               | UCL+UEL            | 4+4                | 0                  | -           | -           | -           | 41     | 2      |
| 2024-2025         | Rangers           | SP                | 24         | 1          | CS+CdL          | 1+3             | 0               | UCL+UEL            | 2+10               | 0                  | -           | -           | -           | 40     | 1      |
| 2025-2026         | Rangers           | SP                | 2          | 0          | CS+CdL          | 0               | 0               | UCL                | 4                  | 0                  | -           | -           | -           | 6      | 0      |
| Totale Rangers    | Totale Rangers    | Totale Rangers    | 66         | 4          |                 | 10              | 0               |                    | 24                 | 0                  |             | -           | -           | 100    | 4      |
| Totale carriera   | Totale carriera   | Totale carriera   | 259        | 10         |                 | 44              | 2               |                    | 26                 | 0                  |             | -           | -           | 329    | 12     |

### Cronologia presenze e reti in nazionale
| Cronologia completa delle presenze e delle reti in nazionale ― Scozia | Cronologia completa delle presenze e delle reti in nazionale ― Scozia | Cronologia completa delle presenze e delle reti in nazionale ― Scozia | Cronologia completa delle presenze e delle reti in nazionale ― Scozia | Cronologia completa delle presenze e delle reti in nazionale ― Scozia | Cronologia completa delle presenze e delle reti in nazionale ― Scozia | Cronologia completa delle presenze e delle reti in nazionale ― Scozia | Cronologia completa delle presenze e delle reti in nazionale ― Scozia |
| Data                                                                  | Città                                                                 | In casa                                                               | Risultato                                                             | Ospiti                                                                | Competizione                                                          | Reti                                                                  | Note                                                                  |
| --------------------------------------------------------------------- | --------------------------------------------------------------------- | --------------------------------------------------------------------- | --------------------------------------------------------------------- | --------------------------------------------------------------------- | --------------------------------------------------------------------- | --------------------------------------------------------------------- | --------------------------------------------------------------------- |
| 7-9-2018                                                              | Glasgow                                                               | Scozia                                                                | 0 – 4                                                                 | Belgio                                                                | Amichevole                                                            | -                                                                     |                                                                       |
| 10-9-2018                                                             | Glasgow                                                               | Scozia                                                                | 2 – 0                                                                 | Albania                                                               | UEFA Nations League 2018-2019 - 1º turno                              | -                                                                     | 16’                                                                   |
| 11-10-2018                                                            | Haifa                                                                 | Israele                                                               | 2 – 1                                                                 | Scozia                                                                | UEFA Nations League 2018-2019 - 1º turno                              | -                                                                     | 28’, 61’                                                              |
| 15-11-2021                                                            | Glasgow                                                               | Scozia                                                                | 2 – 0                                                                 | Danimarca                                                             | Qual. Mondiali 2022                                                   | 1                                                                     |                                                                       |
| 8-6-2022                                                              | Glasgow                                                               | Scozia                                                                | 2 – 0                                                                 | Armenia                                                               | UEFA Nations League 2022-2023 - 1º turno                              | -                                                                     |                                                                       |
| 11-6-2022                                                             | Dublino                                                               | Irlanda                                                               | 3 – 0                                                                 | Scozia                                                                | UEFA Nations League 2022-2023 - 1º turno                              | -                                                                     | 74’                                                                   |
| 20-6-2023                                                             | Glasgow                                                               | Scozia                                                                | 2 – 0                                                                 | Georgia                                                               | Qual. Euro 2024                                                       | -                                                                     | 78’                                                                   |
| 17-10-2023                                                            | Villeneuve d'Ascq                                                     | Francia                                                               | 4 – 1                                                                 | Scozia                                                                | Amichevole                                                            | -                                                                     | 64’                                                                   |
| 22-3-2024                                                             | Amsterdam                                                             | Paesi Bassi                                                           | 4 – 0                                                                 | Scozia                                                                | Amichevole                                                            | -                                                                     | 68’                                                                   |
| 12-10-2024                                                            | Zagabria                                                              | Croazia                                                               | 2 – 1                                                                 | Scozia                                                                | UEFA Nations League 2024-2025 - 1º turno                              | -                                                                     |                                                                       |
| 15-10-2024                                                            | Glasgow                                                               | Scozia                                                                | 0 – 0                                                                 | Portogallo                                                            | UEFA Nations League 2024-2025 - 1º turno                              | -                                                                     |                                                                       |
| 15-11-2024                                                            | Glasgow                                                               | Scozia                                                                | 1 – 0                                                                 | Croazia                                                               | UEFA Nations League 2024-2025 - 1º turno                              | -                                                                     |                                                                       |
| 18-11-2024                                                            | Varsavia                                                              | Polonia                                                               | 1 – 2                                                                 | Scozia                                                                | UEFA Nations League 2024-2025 - 1º turno                              | -                                                                     |                                                                       |
| 20-3-2025                                                             | Il Pireo                                                              | Grecia                                                                | 0 – 1                                                                 | Scozia                                                                | UEFA Nations League 2024-2025 - Play-off                              | -                                                                     |                                                                       |
| 23-3-2025                                                             | Glasgow                                                               | Scozia                                                                | 0 – 3                                                                 | Grecia                                                                | UEFA Nations League 2024-2025 - Play-off                              | -                                                                     |                                                                       |
| 6-6-2025                                                              | Glasgow                                                               | Scozia                                                                | 1 – 3                                                                 | Islanda                                                               | Amichevole                                                            | 1                                                                     |                                                                       |
| Totale                                                                |                                                                       | Presenze                                                              | 16                                                                    |                                                                       | Reti                                                                  | 2                                                                     |                                                                       |

## Palmarès

### Club

#### Competizioni nazionali
- Scottish Championship: 1

Hearts: 2020-2021
- Coppa di Lega scozzese: 1

Rangers: 2023-2024